# Lutjegast
Lutjegast – wieś w Holandii, w prowincji Groningen, w gminie Grootegast. 
W 1603 roku urodził się tu Abel Tasman, żeglarz i odkrywca.

## Trąba powietrzna
W niedzielę 3 sierpnia 2008 roku nad miejscowościami Doezum, Lutjegast oraz Sebaldeburen przeszła trąba powietrzna, która całkowicie zniszczyła 15 budynków i przyniosła milionowe straty. Nie było ofiar w ludziach.